# 福島県道229号甲塚古墳線

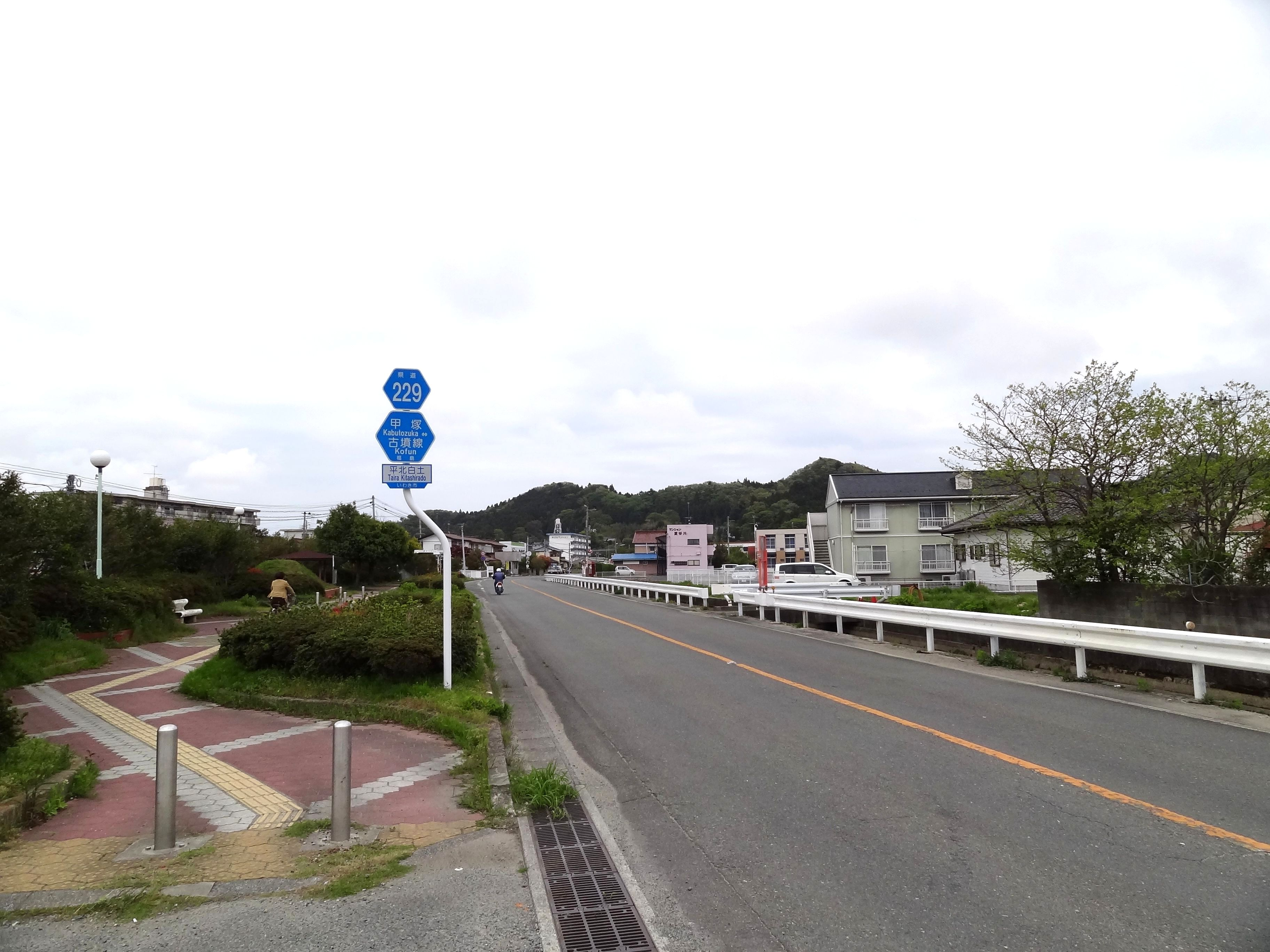
いわき市平北白土付近

福島県道229号甲塚古墳線（ふくしまけんどう229ごう かぶとづかこふんせん）は、福島県いわき市にある一般県道である。

## 路線概要
- 起点：いわき市平荒田目字田中内南
- 終点：いわき市平正内町（正内町交差点）
- 総延長：4.943 km[1]
  - 実延長：4.770 km
- 路線認定年月日：1959年8月31日[2]

### 重用区間
- 福島県道26号小名浜平線・福島県道241号下高久谷川瀬線（いわき市平三倉～同市平正内町）

## 通過する自治体
- いわき市

## 接続・交差する道路
- 福島県道15号小名浜四倉線（平荒田目字田中内南〈荒田目交差点〉終点）
- 国道6号常磐バイパス（平荒田目字八反田〈荒田目跨道橋〉）
- 福島県道26号小名浜平線 小名浜方面（福島県道241号下高久谷川瀬線 下高久方面重用区間）（平三倉〈三倉交差点〉）
- 国道399号（平正内町〈正内町交差点〉終点）

## 沿線
- 夏井川
- 甲塚古墳
- 石城夏井郵便局